# Jaroslav Feistauer
Jaroslav Feistauer (* 12. Mai 1909 in Zlatá Olešnice; † unbekannt) war ein tschechoslowakischer Skisportler, der in den Nordischen Disziplinen Skispringen, Skilanglauf und Nordische Kombination aktiv war.

## Werdegang
Feistauer, der jüngere Bruder von Josef Feistauer, der bei den Olympischen Winterspielen 1928 im Skilanglauf startete, gehörte bei den Olympischen Winterspielen 1932 in Lake Placid zum tschechoslowakischen Kader. Dort gelang ihm im Skisprung-Einzel von der Normalschanze der 26. Platz. Im folgenden 18-km-Skilanglauf erreichte er einen guten 20. Rang. In der Nordischen Kombination belegte er nach einem neunten Rang im Langlauf nach einem schwachen Springen den 13. Platz. Die gleiche Platzierung belegte er auch beim abschließenden 50-km-Skilanglauf-Einzelrennen.